# 和田勉
和田 勉（わだ べん、1930年〈昭和5年〉6月3日 - 2011年〈平成23年〉1月14日）は、日本の演出家・映画監督で、NHKディレクター、プロデューサー。退局後はタレントとしても活動した。本名は名の読みが「つとむ」。
ワダベンカンパニー代表取締役で、生島企画室（現在のFIRST AGENT）と業務提携していた。
妻は衣装デザイナーのワダ・エミ（2021年没）。

## 来歴・人物
三重県松阪市生まれ、鹿児島県鹿屋市出身。鐘紡勤務だった父・和田義太郎（後に鹿屋市議、鹿屋商工会議所会頭）は転勤が多く、生後半年で松阪から京都府福知山市に移り、小学校就学前に愛知県東春日井郡鷹来村（現・春日井市）（春日井市立鷹来小学校の前身にあたる鷹来尋常高等小学校）、小学校3年生時に福島県信夫郡庭坂村（現・福島市）へ引っ越し、1年半を過ごした。1940年に父が鐘紡傍系の昭和産業大隅農場長として鹿屋に赴任となり、勉は鹿屋小学校に転入。
1948年旧制鹿児島県立鹿屋中学校を卒業後、新制鹿児島県立鹿屋高等学校から、巣鴨高等学校に転校し、早稲田大学第一文学部演劇学科を卒業。

### NHKに入局
1953年、テレビの試験放送を開始したNHKに入局。
1955年の『うどん屋』（脚本・秋田実、主演ミヤコ蝶々、南都雄二）が最初のドラマ演出で、初めて芸術祭奨励賞をもらった57年の有吉佐和子初のテレビドラマ『石の庭』（主演・久米明、鳳八千代）と59年に安部公房作の2本のテレビドラマ『円盤来たる』『日本の日蝕』の演出において、「大阪に和田あり」と注目されるようになる。
1961年第1回日本放送作家協会賞を受けたのを機に、東京のNHKに移った。まず、和田は単発ドラマの演出を続け、5年連続で芸術祭ドラマの奨励賞を受賞した。63年の『鋳型』、64年の『約束』、65年の『はらから』、66年の『大市民』、67年の『小さな世界』である。
1968年、テレビ人として初の芸術選奨文部大臣賞を受け、それから和田はいままでの方針からかなり違った方向へ進め始めた。同年の大河ドラマは『竜馬がゆく』（原作・司馬遼太郎）だった。しかし、スタート時から演出力、ドラマの出来栄え、視聴率に対して局の内外から批判、不満が多く、辻本一郎から和田に演出が急遽変更となった。「テレビはストーリーではない」という基本路線を通し続け、連続ドラマを拒否してきた和田だったが、このトラブルを収拾するため、ついに連続ドラマに手を染めることになる。浅丘ルリ子を竜馬がゆくのヒロインに起用し、それまで衣装やメーキャップが派手な役回りが多かった彼女の素材としての素晴らしさを再発見する。
1969年に佐久間良子で『一の糸』（原作・有吉佐和子、10本連続）、70年に再び浅丘ルリ子で『朱鷺の墓』（原作・五木寛之、15本）、71年に岩下志麻で『風の中の女』（原作『アンナ・カレーニナ』より15本）、さらに71年に美空ひばりで『満開の時』（5本）と"女優殺し"へと変身していった。「ドラマの形式を新しくするんじゃなくて、役者を新しくしていくことが僕らの任務だと思ったんです」と話し、和田は役者に大きな期待をかけるようになった。
自分で演出したテレビドラマにおいて太地喜和子と山崎努が大きな役割を果たしてきた力説し、太地とは1984年に『心中宵庚申』で芸術祭ドラマ部門賞、放送文化基金賞を獲り、85年の『おさんの恋』では近松3部作を仕上げた。また山崎とは80年の『ザ・商社』（原作・松本清張）でテレビ大賞を受け、87年には『夜明け前』（原作・島崎藤村）というNHKの卒業制作を手掛けている。
俳優をリハーサルで徹底的にしごき、「君の演技は100点満点で5点だ」ぐらいのことは平気で言った。万事がこの調子で、中には泣き出す一流スターもいたという。手がけた作品が軒並み賞を受賞したために「芸術祭男」の異名を受け、「テレビはアップだ」を信念とし、クローズアップを多用。同じくNHKでの演出で知られた深町幸男とともに「NHKを代表する演出家」と見なされていた。

### 定年退職後
1987年にNHKを定年退職後、フジテレビの横澤彪からの誘いにより『笑っていいとも!』の月曜レギュラーになるなど、タレントとして活動。独特な笑い方から「ガハハおじさん」と呼ばれ、度々ダジャレを披露した。演出業も並行し、1988年には民放初ドラマ『江夏八重子の生涯』（脚本・井沢満）、平成に入ってからはフジテレビで、チェーホフのあとを辿ったドキュメンタリー『ロシア恋唄』を演出、松竹の劇映画『ハリマオ』では初の映画監督を務めた。また出前一丁のCM（東日本のみ）にはアニメで出演した。
1994年には俳優養成学校「ザ・ドラマ・スクール」を開校。
ヘビースモーカーとしても知られており、たびたびマスコミを通して議論を呼ぶことがあった。愛煙していた煙草はマールボロ。
2002年11月に東京都内の私立大学のゼミの講師として招かれた際、女子大生に猥褻行為をしたとして提訴され、控訴審まで争うも2004年に敗訴が確定した。この訴訟で和田は女子大生が名前を出さない限りコメントしないと、新聞各社の取材に応じた。
2004年、これまでのテレビ生活をまとめた著書『テレビ自叙伝-さらば、我が愛-』を出版。
2011年1月14日、食道上皮がんのため神奈川県川崎市の老人福祉施設で死去。80歳没。がんと診断されても手術や延命治療を行うことなく、約3年間病院や老人福祉施設で闘病生活を送っていた。没後、古巣のNHKは追悼番組として、1月30日にNHK総合テレビのNHKアーカイブス枠で『追悼・和田勉〜ドラマ“天城越え”〜』を放送した。

## 家族
大阪放送局時代に、京都市立美術大学の3回生だった恵美子（ワダ・エミ）と知り合い結婚した。和田はエミに「オレの作ったドラマ以外はつまらん」と断言していた。このため彼女の見るドラマはオール和田作品だった。

## 主な作品

### テレビドラマ
※制作局がないのはNHK
- テレビ劇場
  - 春の雷（1959年）
  - その男（1959年）
  - 日本の日蝕（1959年、NHK大阪）☆第14回芸術祭奨励賞受賞[注 2]
  - 自由への証言（1960年）
  - 土の眼（1961年）
  - 人命救助法　おぼれる者は（1961年）
  - リバイバルドラマシリーズ　その男（1962年）
  - 一匹（1963年）
  - 城の風景（1963年）
  - 鋳型（1963年）☆第18回芸術祭奨励賞受賞
- 大市民（1966年）
- 文五捕物絵図（1967年）
- 小さな世界（1967年）
- 大河ドラマ / 竜馬がゆく（1968年）
- 一の糸（1969年）
- 朱鷺の墓（1970年）
- 鹿鳴館（1970年）
- 風の中の女（1971年）
- 満開の時（1971年）
- 挽歌（1971年）
- 針女（1972年）
- 天草の雅歌（1972年）
- 桃から生まれた桃太郎（1972年）
- 金色夜叉（1973年）
- 出会い（1973年）
- あかあかと（1975年）
- 土曜ドラマ
  - 遠い接近（1975年）
  - 中央流沙（1975年）
  - 愛染かつら（1976年）
  - 花に棲む（1976年）
  - 閃光の遺産（1977年）
  - 棲息分布（1977年）
  - 最後の自画像（1977年）
  - 優しい時代（1977年）
  - 鎌田敏夫シリーズ / 十字路 第一部第3話「沖縄編 自由」（1978年）
  - 天城越え（1978年）
  - 火の記憶（1978年）
  - 阿修羅のごとく（1979年）
  - 阿修羅のごとく パートII（1980年）
  - 価格破壊（1981年）
  - けものみち（1982年）
  - 波の塔（1983年）
- 堂々たる打算（1976年）
- 斑鳩の白い道の上に（1976年）
- ザ・商社（1980年）
- 勇者は語らず いま、日米自動車戦争は（1983年）
- 文楽 夏祭浪花鑑 （1983年）
- 女殺油地獄（1984年）
- 心中宵庚申（1984年）
- 脱兎のごとく 岡倉天心（1985年）
- おさんの恋（1985年）
- 但馬家のお夏（1986年）
- 夜明け前（1987年）
- 木曜ゴールデンドラマ / 江夏八重子の生涯（1988年、KTS）
- 月曜ドラマスペシャル / 鏡の中の女たち さよなら鏡子（1992年、TBS）

### 映画
- ハリマオ（1989年）
- 完全なる飼育（1999年）

## 出演

### テレビドラマ
- TRICK2 episode1 第1話 - 第3話（2002年1月11日 - 25日、テレビ朝日）- 松乃上孝雲（和田弁天の住職）

### バラエティ
- 笑っていいとも （1987年10月 - 1988年9月、フジテレビ）※毎週月曜日出演
- ボキャブラ天国 （フジテレビ）VTR出演、コーナーレギュラー｡

### 情報番組
- モーニングEye (1991年頃 - 、TBSテレビ）月曜コメンテーター

### ラジオ
- 堂々! 天下御免（ニッポン放送）

### CM
- 日産・セフィーロ（1988年初代・ティーザー広告）
- 日立製作所
- 月桂冠 ザ・カップ200(1995年)
- 日清食品 spa王・出前一丁
- 春日井製菓 炭焼珈琲キャンディ
- 日本農産工業 ヨード卵光のたまごスープ

## 著書
- 『演技と人間 テレビジョンの思想』1970年、毎日新聞社。
- 『地中海人間』<NHK海外シリーズ> 1975年、日本放送出版協会。ISBN 4140020733。
- 『ドラマ人間テレビ語り』1980年、講談社。 ISBN 4061168614。
- 『和田勉のおしゃべりスタジオ ズーム・アップで「舌戦」十番』1981年、PHP研究所。
- 『いい仕事ができる奴 テレビ怪物の発想法』1984年、ベストセラーズ。ISBN 4584005621。
- 『素敵な女ほどウソがうまい あなたの人生が面白くなるこの効用』1986年、祥伝社。ISBN 4396620039。
- 『今日も天気だタバコがうまい 嫌煙派のみなさん、ちょっと一服しませんか』1988年、現代書林。ISBN 4876202117 ※和田勉編。
- 『知的欲張りのススメ 若者よ文化人として生きるのだ!!』1989年、スコラ。ISBN 4796200045。
- 『女優誕生』1992年、新潮社。ISBN 4103862017。
- 『すこぶるテレビ』1994年、岩波書店。ISBN 4002601803。
- 『男と女、愛の鉄則』1997年、講談社。ISBN 4062088800。
- 『子供の感じ 1999年備忘詩』1999年、新潮社。
- 『テレビディレクターの仕事』2000年、早稲田大学人間科学部産業社会学研究室※和田勉述。
- 『王様の四角 2000年備忘詩』2001年、新潮社。
- 『勇気凛々祖師谷南北頂店街・序曲：断腸の日々』2003年、近代文藝社。ISBN 4773370025。
- 『テレビ自叙伝 さらばわが愛』2004年、岩波書店。ISBN 4000240110。